# Rémy Hysbergue
Rémy Hysbergue est un artiste peintre français, né en 1967 à Valenciennes, vivant et travaillant à Paris.

## Biographie
Diplômé de l'École nationale supérieure des arts décoratifs (ENSAD), Rémy Hysbergue s'engage depuis la fin des années 1990 dans un travail de peinture, au travers de séries non-figuratives qui interrogent l'image, ses effets et/ou son pouvoir évocateur.
Il enseigne depuis 2007 à l'École supérieure art et design de Saint-Étienne (ESADSE). Son travail est représenté par La galerie Richard et La galerie Kki.

## Expositions

### Expositions personnelles
- 2024
- Truculences , Galerie Richard , Paris (France ) Solo

Abstractions givrées, Galerie KKI, Seoul , Corée du Sud 
- 2023
- Faire la lumière, Galerie Valérie Eymeric , Lyon
- Elegants velours, Haus der Kunst St Josef, Solothurn Suisse
- Sidérales , Galerie Richard, Paris
- 2022
  - Tout Schuss, Galerie Richard, Paris
- 2021
  - Velours, Galerie Richard, Paris[1]
- 2016 
  - Sublimations, Galerie Jean Brolly, Paris
- 2015 
  - Grands dessins et merveilles, La Galerie Valérie Eymeric, Lyon
- 2014 
  - Auf Papier, Galerie Amel Bourouina, Berlin
- 2012 
  - Points du jour, Galerie Jean Brolly, Paris
  - Oh la la, Kunstverein Langenfeld
  - Hôtel de Ménoc, Melle
  - Vitraux, église Saint-Savinien, Melle[2]
  - L'Art dans les chapelles (avec Laurent Le Corre), Chapelle Saint-Meldéoc, Locmeltro, Guern
  - Images, Galerie Amel Bourouina, Berlin
- 2011 
  - Nouvelles donnes, Galerie Jean Brolly, Paris
- 2009 
  - Rémy Hysbergue, FRAC Auvergne, Clermont-Ferrand
  - D'ici on pourrait croire que la vue est imprenable, FRAC Poitou-Charentes, Angoulême
  - Vertiges, Galerie Jean Brolly, Paris
  - Surfaces, Galerie Amel Bourouina, Berlin
- 2007 
  - Espace CASA, Saint-Tropez
- 2006 
  - Utopie passagère, Galerie Jean Brolly, Paris
- 2005 
  - Galerie de l'Atelier 2, Espace Francine Masselis, Villeneuve d'Ascq
- 2004 
  - Rémy Hysbergue, Galerie Nancy Hoffman, New York
  - Espace Lumière, Hénin-Beaumont
- 2003 
  - Rémy Hysbergue, Galerie Nancy Hoffman, New York
  - Sans fuite d'huile, Galerie Philippe Casini, Paris
- 2002 
  - Galerie Jack Hanley, San Francisco
  - Trêve de balivernes, Galerie Philippe Casini, Paris
  - École des Arts Décoratifs d'Aubusson
- 2001 
  - Rémy Hysbergue, FRAC Auvergne, Clermont-Ferrand
  - École des Arts Décoratifs de Limoges
- 2000 
  - Une impression de beau temps, Galerie Philippe Casini, Paris
- 1997 
  - Galerie Valleix, Paris
- 1996 
  - Galerie du Haut Pavé, Paris

### Expositions collectives
2024 
- Tendre est la nuit , Neovogel Art  Nice ( France )   Group
- Group show , Neovogel Art  Munich ( Germany )
- Galerie du Haut Pavé, Mairie du V eme , Paris  Group

- 2023 : Mairie du 5 eme Paris Anniversaire 70 Galerie du Haut Pavé
- 2022 :
- Si t'es sage tu auras une image,

(commissaire Romain Mathieu) avec Jérémie Setton et Alain Sicard 
- - Burden Painting, Laube,  Karlsruhe
- 2021 :
  - Peinture, obsolescence déprogrammée, Musée de l'Hospice Saint Roch, Issoudun (commissaire : Camille Debrabant)
  - Peinture, obsolescence déprogrammée, Musée de l'Abbaye Sainte-Croix (MASC), Les Sables d'Olonne (commissaire : Camille Debrabant)
- 2018 : 
  - Sans titre, No Mad Galerie, Paris
  - News of the Fake, Orangerie du Château de Sucy, Sucy-en-Brie (commissaire : Karim Ghaddab)
  - Le vitrail contemporain : une invitation faite à la lumière, Couvent de la Tourette, Eveux-Labresle (commissaires : frère Marc Chauveau et Christine Blanchet)
  - Etats de la peinture : Rémy Hysbergue, Jan Kämmerling, galerie Jean Brolly, Paris
- 2017 :
  - Dem Frühling entgegen, Bourouina Gallery, Berlin
- 2016 : 
  - Sur le fil, galerie Jean Brolly, Paris
- 2014 
  - Schwarze Sauberei, tête Gallery, Berlin (commissaires : Marion Andrieu, Lucile Bouvard)
  - Disparitions réciproques, FRAC Poitou-Charentes, Angoulême[3]
  - Les peintres et le vitrail. Vitraux français contemporains, 2000-2015, Centre international du vitrail, Chartres[4]
- 2013 
  - Ulysses : Les douceurs du péché, domaine étendu du livre (commissaire : Stéphane Le Mercier), FRAC PACA, Marseille
  - Le meilleur profil, Centre d'art et photographie, Lectoure
  - Le moindre geste, Grandes Galeries de l'Aître Saint-Maclou, Rouen
- 2012 
  - La peinture, mode d'emploi, le 19, CRAC de Montbéliard
- 2011 
  - Les Braves, Galerie Richard, Paris
  - Choses incorporelles, Musée des Beaux-arts, Chapelle du Carmel, Libourne
- 2010 
  - Transfrontaliers, CRAC de Montbéliard
  - Babel, FRAC Auvergne, Clermont-Ferrand
- 2009 
  - Voyage sentimental 6 : Attraction, FRAC Poitou-Charentes, Linazay
  - Carte blanche à la galerie Jean Brolly, École des Beaux-arts, Rennes
  - Vide et plénitude, organisée par le Centre Culturel Coréen, Espace Commines, Paris
- 2008 
  - What's up 2009, Galerie Amel Bourouina, Berlin
- 2007 
  - La Société Générale, Zoom sur une collection, Carré d’Art, Nîmes
  - À travers le miroir, Musée d'art et d'archéologie d'Aurillac (Cantal)
  - Le syndrome de Babylone, Villa du Parc, Annemasse
- 2006 
  - Carte blanche à la galerie Jean Brolly, Musée Matisse, Le Cateau-Cambrésis
  - Vous êtes ici, FRAC Auvergne, Clermont-Ferrand
- 2005 
  - Galerie Jean Brolly, Paris
  - Elusive Surface, Galerie Nancy Hoffman, New York
- 2004 
  - We have never been to Japan, Maison de la culture, Amiens
  - De leur temps, ADIAF, musée des beaux-arts de Tourcoing
  - Lumière naturelle, Centre Pomel, Issoire
  - Galerie L'Espace du dedans, Lille
- 2003 
  - Concepts, Ideas, Inventions, Galerie Nancy Hoffman, New York
  - Ramp Gallery, Hamilton (Nouvelle-Zélande)
  - A fleur de peau, École des Beaux-arts de Rouen
  - Galerie Philippe Casini, Paris
- 2002 
  - Voilà la France, CESAC & Il Filatoio, Caraglio (Cuneo, Italie)
  - De singuliers débordements, maison de la culture d'Amiens
  - École des Beaux-arts de Rennes
  - Galerie de Rutebeuf, Clichy
  - École des Beaux-Arts de Valence
- 2001 
  - Appellation d'origine non contrôlée, Maison de la Culture d'Amiens
  - Galerie du Wazoo, Amiens
  - Espace Culturel François-Mitterrand, Beauvais
- 2000 
  - Galerie Philippe Casini, Paris

## Œuvres
- Série Cordialement, 2001
- Série Laps[5], 2003, peinture
- Série Ben Voyons, 2003
- Série Esbrouffes, 2004
- Série Pour l'instant[6], 2005-2006
- Série Spectral, 2005-2006
- Série Circonstanciels, 2007
- Série Irrévérences, 2007
- Série Velours, 2007-2008
- Série Entre Deux, 2008
- Série Étendues[7], 2008-2009
- Série Pour Voir, 2008-2009
- Série Furtifs[8], 2009
- Série Scratchs, 2010
- Série Subversifs, 2010
- Série Au détail, 2010
- Série Images, 2011-2012
- Série Points du jour, 2012
- Série Merveilles, 2013-2014
- Série Dessins, 2013-2015

#### Ouvrages monographiques
- Rémy Hysbergue, catalogue des expositions au FRAC Poitou-Charentes, Angoulême et FRAC Auvergne, Clermont-Ferrand, 2009
- Rémy Hysbergue, catalogue de l’exposition du FRAC Auvergne, Clermont-Ferrand, Un, Deux... Quatre Éditions, 2001
- Extraits de l'article d'Eric Suchère tirés du catalogue consultables en ligne

#### Articles (sélection)
- Orianne Castel 2023 Rémy Hysbergue : quelques arrêts sur image: https://www.art-critique.com/2023/01/remy-hysbergue-quelques-arrets-sur-image/ Rémy Hysbergue : un autre éclairage: https://www.art-critique.com/2023/01/remy-hysbergue-un-autre-eclairage/ Rémy Hysbergue : l’autre versant: https://www.art-critique.com/2023/02/remy-hysbergue-lautre-versant/ Rémy Hysbergue : Propos libres et futiles: https://www.art-critique.com/2023/01/remy-hysbergue/
- Philippe Cyroulnik, Rémy Hysbergue, avant l'image, Dossier Abstraction, le retour ?, Art absolument, no 57, janvier-février 2014, p. 70-71
- Philippe Dagen, Rémy Hysberghe, Le Monde, 11 novembre 2012, p. 19
- Heinz Peter Schwerfel, Malen gegen den Zufall, Art, das Kunstmagazin, mars 2012, p. 72-77. A télécharger
- Eric Suchère, D'une grammaire des surfaces, dans Jérôme Game (dir.), Le Récit aujourd'hui, Presses universitaires de Vincennes, 2011, p. 52-55
- Guitemie Maldonado, Abstraction faite. Notes sur la peinture de Rémy Hysbergue, 20/27, no 5], M19, Paris, 2011, p. 203-217
- Philippe Dagen, Rémy Hysbergue et ses hybrides, Le Monde Magazine, 5 décembre 2009, p. 64
- Claude Lorent, La libre Belgique, avril 2006
- Philippe Dagen, Repères, Le Monde, 4 février 2006, p. 26
- Claire Szulc, Art 21, janvier 2005
- Eric Suchère, Paraître, mars 2004
- Philippe Dagen, Les désordres de Rémy Hysbergue, Le Monde, 22 novembre 2003
- Guitemie Maldonado, Remy Hysbergue, Galerie Philippe Casini], ArtForum, septembre 2002
- Myriam Boutoulle, Hysbergue la froideur irisée, Connaissance des arts, mai 2002
- Fabienne Fulchéri, The Art Newspaper, no 125, mai 2002
- Philippe Dagen, Les abstractions piégées de Rémy Hysbergue, Le Monde, 8 avril 2002, p. 30.
- Renaud Ego, Art Actuel, no 19, mars 2002, p. 33-34
- Alexandre Bohn, Rémy Hysbergue face à l’histoire, art press, no 274, décembre 2001, p. 24-27
- Philippe Dagen, Les séductions de la disparition, Le Monde, 16 octobre 2000, p. 30
- Alain Dister, Beau temps pour Rémy Hysbergue, L’Œil, no 519, septembre 2000

##### Articles consultables en ligne
- Hélène Trespeuch, Le miroir comme défi porté à la peinture abstraite : à propos de l’œuvre de Rémy Hysbergue, kunstexte.de / Sektion Gegenwart, no 2, 2010
- Sébastien Rongier, Déprogrammation du regard (Rémy Hysbergue),   décembre 2004